# Uemura Kei
Kei Uemura (sinh ngày 24 tháng 9 năm 1981) là một cầu thủ bóng đá người Nhật Bản.

## Sự nghiệp câu lạc bộ
Kei Uemura đã từng chơi cho Shonan Bellmare, Júbilo Iwata và Fukushima United FC.